# Grand Riviera Suites
Le Grand Riviera Suites est un gratte-ciel de 230 mètres construit en 2014 à Manille aux Philippines. 